# 묘지정
묘지정(妙寺町)은 와카야마현 이토군에 설치되었던 정이다. 현재의 가쓰라기정 북동단에 해당한다.

## 역사
- 1889년 4월 1일 - 정촌제 시행에 의해 7촌의 구역을 가지고 묘지촌이 성립하였다.
- 1910년 9월 1일 - 정으로 승격해 묘지정이 되었다.
- 1958년 7월 1일 - 이토정, 미요시촌과 합병해 가쓰라기정이 성립하여, 동일 묘지정은 폐지되었다.

## 교통

### 철도
- 일본국유철도
  - 와카야마선

### 도로
- 국도 제24호선

## 참고문헌
- 大日本篤農家名鑑編纂所編『大日本篤農家名鑑』大日本篤農家名鑑編纂所、1910年。
- 『全国五十万円以上資産家表 時事新報社第三回調査』時事新報社、1916年。
- 人事興信所編『人事興信録 第8版』人事興信所、1928年。
- 角川日本地名大辞典 30 和歌山県